# Chépénéhé
Chépénéhé ou Xépénéhé est un lieu d'habitation et le nom d'une tribu, situé à Lifou, une des trois îles Loyauté. Xépénéhé est également surnommé Igilan.
Lifou est divisé en trois districts, Xépénéhé appartenant au district du Wetr, au nord de l'île. Le « grand chef » du Wetr est Sihazé Paul, le « petit chef » de la tribu étant Waéhnya Siwélë descendant de l'union en 1863 de Haima Waehnya et Mary Jane hennesy. La tribu est peuplée de 700 habitants environ. Elle se situe au nord-ouest de l'île à 25 km du chef-lieu, Wé.
La langue officielle est le français, mais la langue vernaculaire est le drehu.
On trouve dans ce village une école maternelle et une école primaire. Xépénéhé possède un dispensaire, unique centre médical du Wetr. La tribu possède également l'une des deux brigades de gendarmerie de l'île l'autre étant située à Wé.
Les activités dominantes sont l'agriculture, la pêche ainsi que le tourisme.